# Rabouň

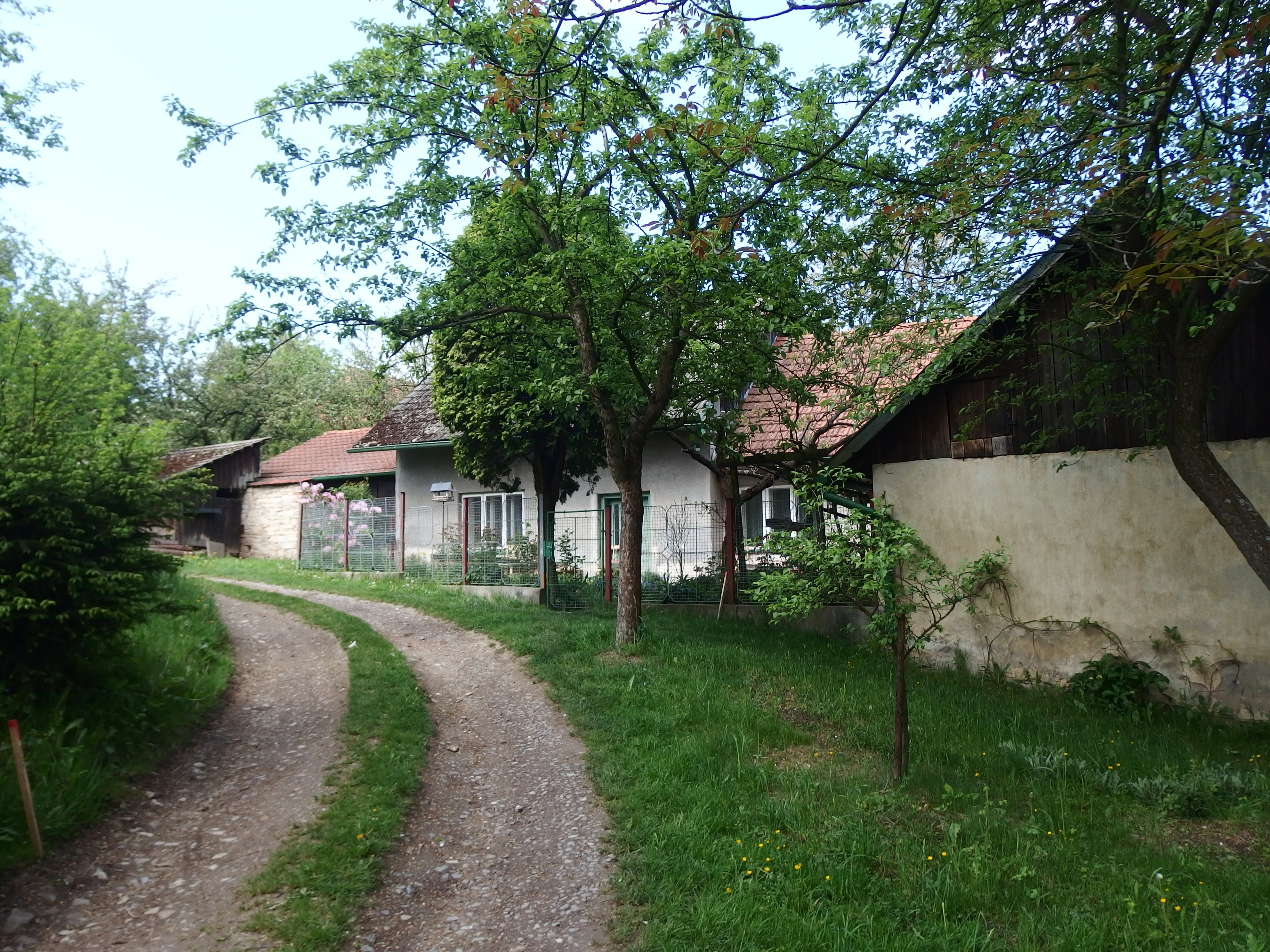
Fahrweg in Rabouň

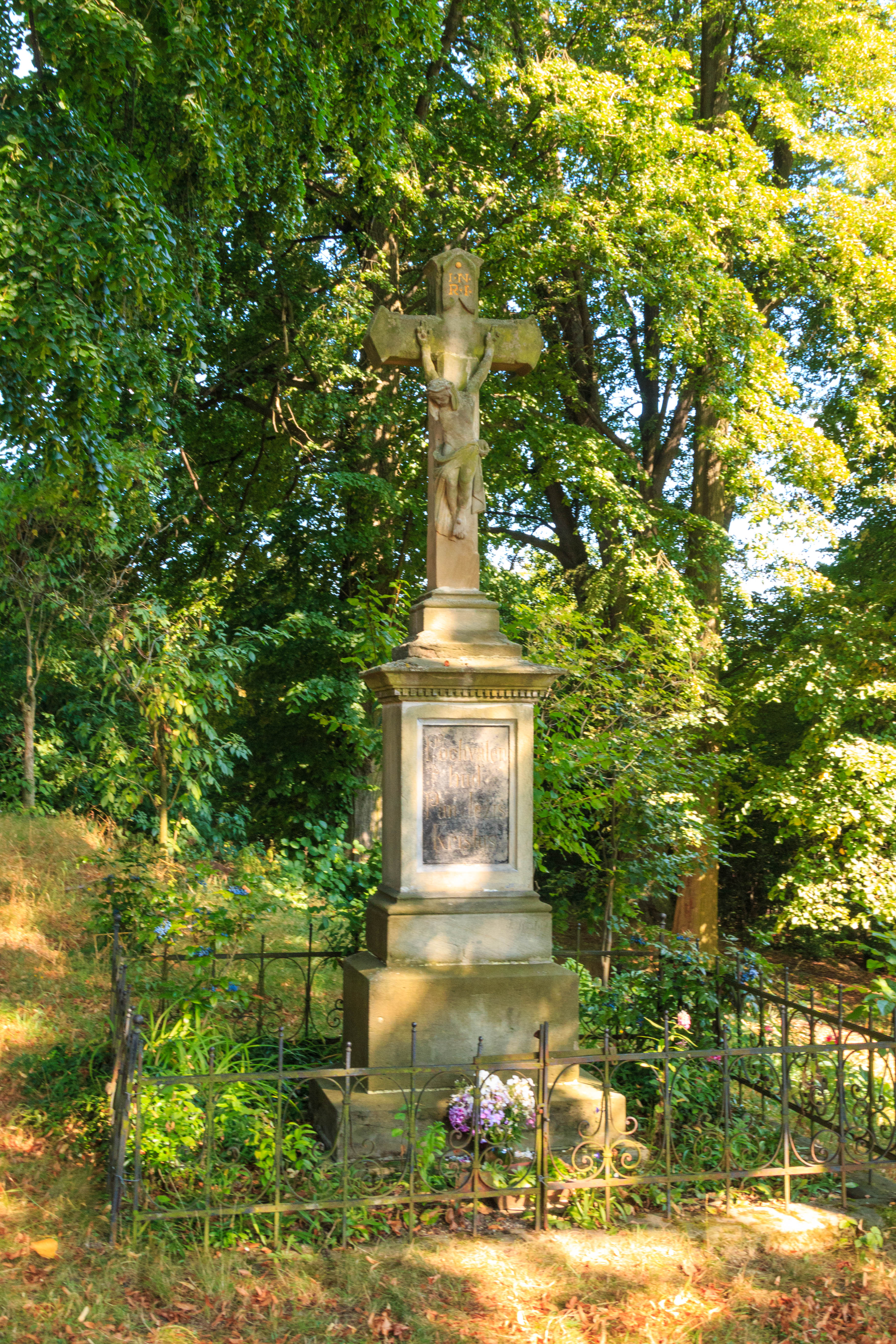
Kreuz

Rabouň (deutsch Rabaun) ist ein Ortsteil der Stadt Luže in Tschechien. Er liegt vier Kilometer südöstlich von Luže und gehört zum Okres Chrudim.

## Geographie
Rabouň befindet sich linksseitig über dem Tal der Novohradka (Neuschlosser Bach) auf einem Sporn in der Novohradská stupňovina (Neuschlosser Stufenland). Nördlich erhebt sich der V Paletíně (377 m n.m.), im Süden der Na Průhoně (423 m n.m.). 
Nachbarorte sind Bílý Kůň im Norden, U Prokopů und Pustina im Nordosten, Doubravice im Osten, Drahoš, Rvasice, Chlum und Hlubočice im Südosten, Hluboká und Brdo im Süden, Lhota u Skutče im Südwesten, Doly im Westen sowie Janovičky und Košumberk im Nordwesten.

## Geschichte
Archäologische Funde belegen eine frühzeitliche Besiedlung des Gebietes. Scherben von Keramikgefäßen lassen sich in die Zeit zwischen dem 3. und 1. Jahrhundert v. Chr. datieren. Während der Latènezeit befand sich auf dem hohen Sporn zwischen den Tälern der Krounka und Novohradka wahrscheinlich ein keltisches Oppidum, das durch hohe Wälle und tiefen Gräben geschützt war. 
Die erste urkundliche Erwähnung von Rabouň erfolgte 1392 in der Landtafel, als Smil Flaška von Pardubitz die Richenburg mit den zugehörigen 62 Dörfern an Otto von Bergow und Boček II. von Podiebrad übergab. In Folge der Hussitenkriege lag das Dorf in der Mitte des 15. Jahrhunderts wüst.
Nach der Einführung der Schulpflicht zum Ende des 18. Jahrhunderts wurden die Kinder aus Rabouň zunächst in Richenburg unterrichtet. Ab 1823 erfolgte der Schulunterricht in Brdo. Rabouň unterstand dem Ortsrichter von Brdo.
Im Jahre 1835 bestand das im Chrudimer Kreis gelegene zerstreute Rustikaldorf Rabaun aus 11 Häusern, in denen 54 Personen lebten. Die meisten der Häuser lagen auf der Anhöhe; einige – darunter eine Mühle – am Neuschlosser Bach. Pfarrort war Richenburg. Bis zur Mitte des 19. Jahrhunderts blieb Rabaun der Herrschaft Richenburg untertänig.
Nach der Aufhebung der Patrimonialherrschaften bildete Raboun ab 1849 einen Ortsteil der Gemeinde Doly im Gerichtsbezirk Skutsch. Ab 1868 gehörte das Dorf zum politischen Bezirk Hohenmauth. 1869 hatten Rabouň, Hlubočice und Rvasice zusammen 127 Einwohner und bestanden aus 26 Häusern. Im Jahre 1900 lebten in den drei Dörfern 162 Personen, 1910 waren es 156. 1930 hatten Rabouň, Hlubočice und Rvasice 115 Einwohner. 1961 wurde Rabouň dem Okres Chrudim zugeordnet. Hlubočice und Rvasice verloren im März 1980 ihren Status als Ortsteile und wurden dem Ortsteil Rabouň zugeordnet. Am 1. Januar 1981 wurde Rabouň zusammen mit Doly nach Luže eingemeindet. Beim Zensus von 2001 lebten in den 26 Häusern von Rabouň 18 Personen.

## Ortsgliederung
Zu Rabouň gehören die Wohnplätze Drahoš, Hlubočice (Hlubotschitz) und Rvasice (Rwasitz).
Der Ortsteil Rabouň ist Teil des Katastralbezirks Doly.

## Sehenswürdigkeiten
- Kapelle der Jungfrau Maria von Lourdes in Hlubočice, geweiht 1933
- Sandsteinkreuz auf dem Dorfplatz von Rabouň, geschaffen 1904
- Žižkovy šance, die Befestigungsanlage auf dem Höhenrücken südlich des Dorfes soll der Überlieferung nach während der Hussitenkriege angelegt worden sein. Der erhaltene zweieinhalb Meter hohe Wall und der breite, bis zu drei Meter tiefe Graben sind jedoch wahrscheinlich keltischen Ursprungs und gehörten zu den Befestigungen des Oppidums. Eine dort inmitten einer Wiese gelegene Rasenerhebung wurde früher Žižkův stůl (Žižkas Tisch) genannt.